# David Almazán i Abril
David Almazán i Abril, més conegut com a David Pirri (Sabadell, 12 de febrer de 1974) és un exfutbolista català, que jugava com a centrecampista per l'esquerra.

## Trajectòria futbolística

### Com a jugador
Format al planter del FC Barcelona, passa per les diferents categories del club blaugrana fins a arribar al Barcelona B la temporada 92/93. Amb el filial hi juga tres anys a Segona Divisió, destacant la darrera amb 28 partits i un gol.
L'estiu de 1995 deixa Catalunya i marxa al CP Mérida, amb qui debuta a primera divisió. Eixe any és una de les peces del club extremeny amb 28 partits, però el seu equip baixa a Segona. En les quatre anys que hi passaria David Pirri al Mérida, viuria dos ascensos i dos descensos, sent titular excepte la temporada 97/98 (primera divisió) on només va jugar 19 partits.
El 1999 fitxa pel Deportivo de La Coruña, però no té fitxa federativa i al mercat d'hivern marxa a la UD Las Palmas, on acabaria la temporada amb 10 partits i 2 gols. La temporada 00/01 torna a Primera amb el CD Numancia, jugant 24 partits, i la temporada 01/02, de nou a Segona, amb l'Sporting de Gijón (32 partits i 4 gols).
L'estiu del 2002 s'incorpora al Reial Saragossa. En les dues primeres temporades no trobaria lloc a l'onze titular però hi jugaria força partits, però la temporada 04/05 tan sols jugaria set partits. A l'etapa saragossana hi guanyaria una Copa del Rei.
El 2005 recala a l'Albacete Balompié de Segona, i a l'any següent baixaria a Segona B per dur de nou la samarreta del Mérida. La temporada 07/08 es va incorporar a les files del CE Sabadell, on es retirà en finalitzar la temporada.

### Com a entrenador
Al final de la temporada 2007-2008 es retira del futbol i es fa càrrec del Futbol Base del Centre d'Esports Sabadell. El 9 de novembre el CE Sabadell cessa al tècnic Ramon Moya i David Pirri, amb l'ajut de Roger Garcia, es fa càrrec de l'equip provisionalment, fins que el mateix any assumeix el càrrec Lluís Carreras. També va entrenar el Terrassa FC, i el 2017 va marxar a la Xina per entrenar l'equip sub-19 del Shanghai Shenhua FC, equip amb el qual va aconseguir dos campionats de la Xina i una Champions asiàtica. El 2021 va començar a entrenar el primer equip de la UE Sant Andreu.